# Gilgamesz

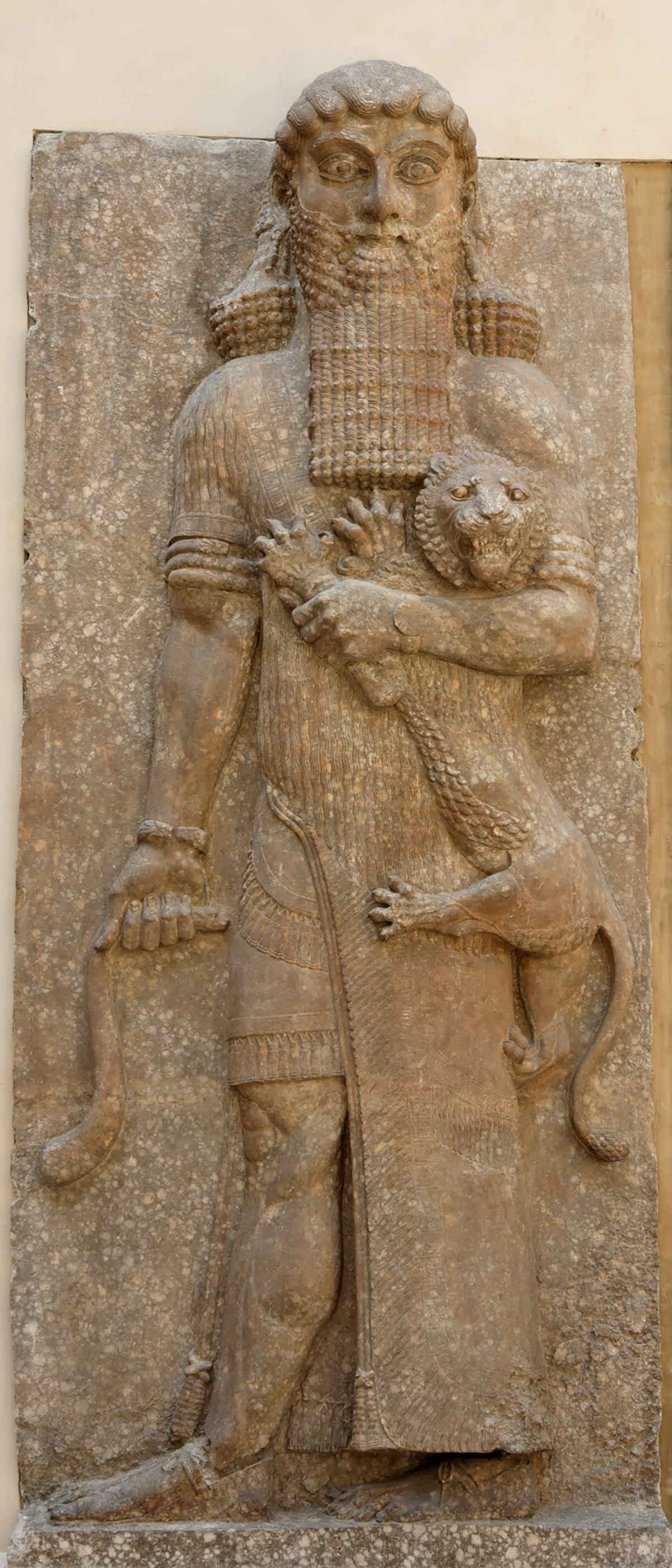
Relief z pałacu króla asyryjskiego Sargona II w Dur-Szarrukin mający przedstawiać Gilgamesza z małym lwem; zbiory Luwru (AO 19862)

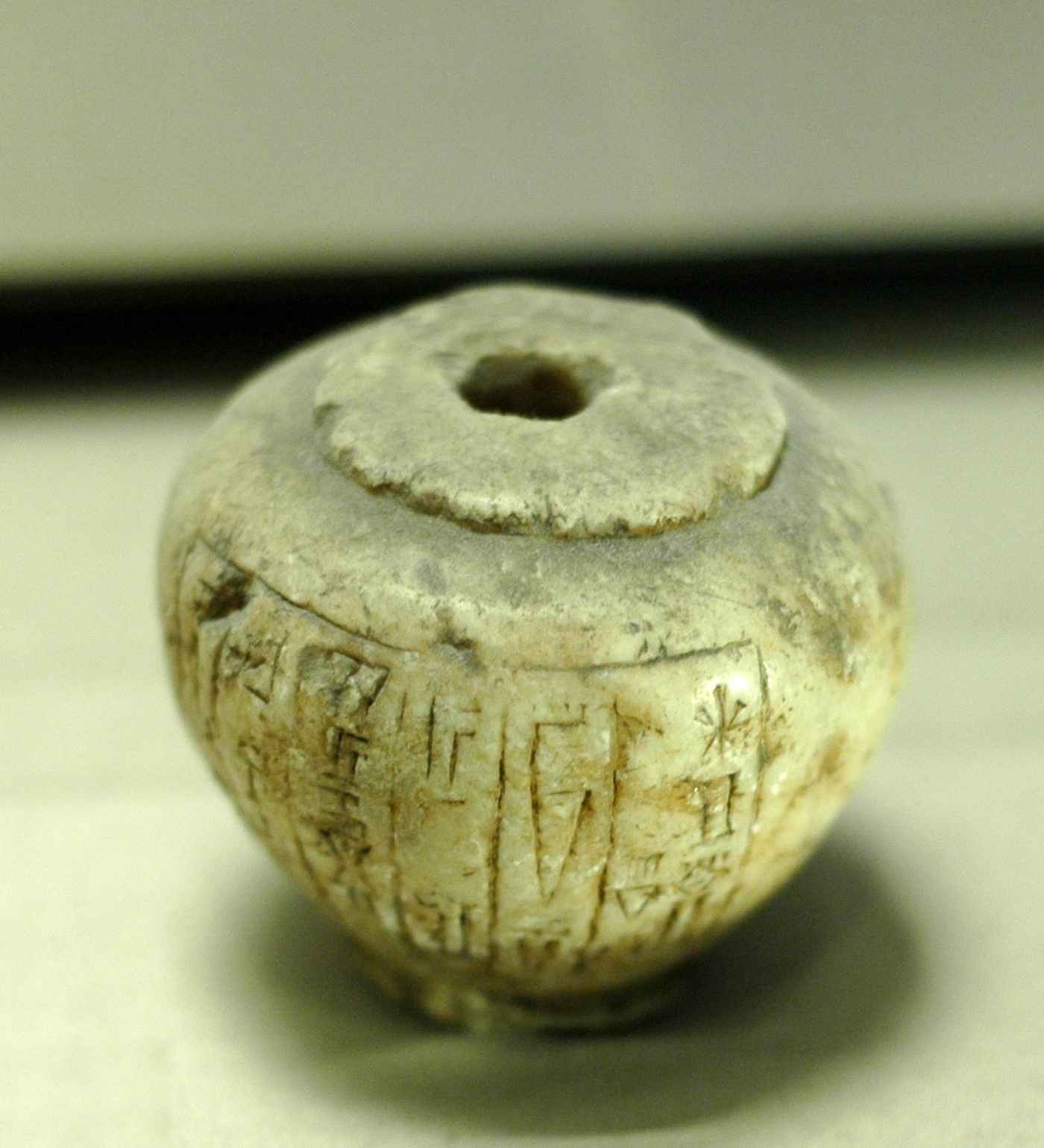
Głowica ceremonialnej maczugi/buławy z inskrypcją klinową dedykującą ten przedmiot bohaterowi Gilgameszowi; okres panowania III dynastii z Ur; zbiory Luwru (AO 3761)

„Gilgamesz, którego ojciec był duchem,
pan Kulaby, panował przez 126 lat”

Gilgamesz, Bilgamesz (sum. dgiš-bil/bil2-ga-mes, późniejsze dgiš i dgiš-gin2-maš; akad. Gilgameš) – na wpół legendarny król sumeryjskiego miasta Unug (akadyjskie Uruk). Mityczny bohater kilku sumeryjskich utworów literackich, które stały się kanwą słynnego akadyjskiego Eposu o Gilgameszu.

## Imię
We wczesnych tekstach mezopotamskich (2 poł. III tys. p.n.e.), m.in. w sumeryjskich eposach o tym władcy, występuje on pod imieniem Bilgamesz (sum. dgiš-bil/bil2-ga-mes). Imię to, które – jak się wydaje – nie jest imieniem nadanym mu podczas narodzin, lecz w chwili objęcia tronu, tłumaczone jest przez niektórych badaczy jako „starzec jest młodzieńczy”. Zdaniem innych uczonych mamy tu do czynienia z imieniem pochodzącym z innego języka, którego brzmienie starano się oddać fonetycznie w języku sumeryjskim. Począwszy od okresu starobabilońskiego (XVIII w. p.n.e.) w tekstach zaczyna pojawiać się inny sumeryjski zapis imienia tego władcy – dgiš, będący bez wątpienia skróconą wersją formy dgiš-bil/bil2-ga-mes. Taki właśnie zapis tego imienia występuje w starobabilońskiej wersji Eposu o Gilgameszu. W powstałej kilkaset lat później, najprawdopodobniej w XIII w. p.n.e., tzw. wersji standardowej Eposu o Gilgameszu spotykamy jeszcze inny sposób zapisywania tego imienia – dgiš-gin2-maš, będący być może kolejną próbą zapisu pierwotnego brzmienia imienia tego władcy. O tym, jak brzmiało to imię w języku akadyjskim, wiadomo dzięki odkryciu pewnego dwujęzycznego, sumeroakadyjskiego tekstu, który stwierdza, iż sumeryjskiemu dgiš-gin2-maš odpowiada akadyjskie Gilgameš. To właśnie od akadyjskiego Gilgameš pochodzi imię, pod którym znamy tego władcę obecnie – Gilgamesz.

## Pochodzenie
Według tzw. wersji standardowej Eposu o Gilgameszu władca ten miał być „w dwóch trzecich bogiem, w jednej trzeciej człowiekiem”, synem bogini Ninsun i Lugalbandy, ubóstwionego króla miasta Unug (akadyjskie Uruk). W Sumeryjskiej liście królów Lugalbanda i Gilgamesz występują odpowiednio jako trzeci i piąty władca I dynastii z Uruk, aczkolwiek bez zaznaczenia, iż chodzi tu o ojca i syna. Pomiędzy nimi Lista ta umieszcza władcę o imieniu Dumuzi, o którym Epos o Gilgameszu milczy. Sam Gilgamesz nazywany jest w Liście dodatkowo dość enigmatycznie tym, którego „ojciec był duchem”. W sumeryjskich eposach o Gilgameszu wspomniane są jego dwie siostry: starsza o imieniu Enmebaragesi i młodsza o imieniu Pesztur. Nie znamy imienia żony/żon Gilgamesza, wiadomo jednak, iż miał on syna o imieniu Urlugal i wnuka o imieniu Utulkalama. Sumeryjska lista królów czyni ich kolejno szóstym i siódmym władcą I dynastii z Uruk.

## Historyczny Gilgamesz
Zdaniem większości uczonych Gilgamesz był prawdziwym, historycznym władcą, który rządził sumeryjskim miastem Unug pod koniec 1 połowy III tys. p.n.e. Nie posiadamy wprawdzie żadnych jego inskrypcji, ale jeden z sumeryjskich eposów łączy jego postać z inną, której inskrypcje zachowały się do naszych czasów. Chodzi tu o epos Gilgamesz i Agga z Kisz, opisujący wojnę pomiędzy Gilgameszem a Aggą z Kisz, synem Enmebaragesi. Enmebaragesi zaś jest jednym z najstarszych znanych nam władców mezopotamskich, którego istnienie potwierdzają jego własne inskrypcje królewskie.
Wydaje się, iż najważniejszym politycznym osiągnięciem historycznego Gilgamesza było opisane w eposie Gilgamesz i Agga z Kisz zwycięstwo, jakie odniósł on nad Aggą z Kisz, które położyło kres hegemonii tego miasta-państwa w regionie. Echa tego wydarzenia odnajdujemy w Sumeryjskiej liście królów, gdzie Agga wymieniany jest jako ostatni władca tzw. I dynastii z Kisz, a Lista wspomina dalej, iż „Kisz zostało pokonane a królestwo zostało przeniesione do E-anna [nazwa głównej świątyni w Uruk]”. Wydarzenie to musiało rozsławić imię Gilgamesza i po jego śmierci doprowadzić do deifikacji jego osoby, bo już pod koniec okresu wczesnodynastycznego (ok. 2400 p.n.e.) bóg Gilgamesz (lub Bilgamesz według wczesnosumeryjskiej formy jego imienia) był już czczony w różnych miejscach Sumeru.
Gilgameszowi tradycyjnie przypisuje się wzniesienie murów miasta Uruk i rozbudowę tamtejszej świątyni E-ana. Jak dotychczas brak jest na to bezpośrednich dowodów, choć w przypadku murów odkrycia archeologów potwierdzają, iż wzniesione one zostały po raz pierwszy za czasów panowania dynastii tego władcy (w tzw. drugim okresie wczesnodynastycznym, ok. 2700–2500 p.n.e.). Gilgamesz wspomniany jest też w tzw. inskrypcji z Tumal jako ten, który wznieść miał ołtarz w świątyni boga Enlila w Nippur.

## Legendarny Gilgamesz

### Sumeryjskie eposy o Gilgameszu
Do naszych czasów przetrwało kilka niezależnych sumeryjskich poematów o Gilgameszu, spisanych w większości na tabliczkach z pierwszej połowy II tys. p.n.e., ale będących najprawdopodobniej kopiami starszych utworów. Niektóre z występujących w nich wątków włączone zostały później do słynnego akadyjskiego Eposu o Gilgameszu. Poematy te przedstawiają Gilgamesza jako legendarnego herosa, obdarzonego nadludzką siłą półboga (w tekstach tych imię Gilgamesza zawsze poprzedzone jest determinatywem dingir stawianym przed imionami istot boskich). W poemacie Gilgamesz i Agga z Kisz już sam widok Gilgamesza stojącego na murach Uruk sprawia, iż oblegająca je armia miasta Kisz wpada w panikę i ucieka. W poemacie Gilgamesz i Huwawa (lub Gilgamesz i Las Cedrowy) to on i jego sługa Enkidu są tymi, którzy pokonują straszliwego potwora Huwawę, strażnika Lasu Cedrowego.
W jeszcze innym poemacie, Gilgamesz i Byk Niebiański, Gilgamesz i Enkidu wspólnie pokonują i zabijają Byka Niebiańskiego, zesłanego przeciw Gilgameszowi przez boginię Inannę, zaraz po tym, jak odrzucił on jej awanse miłosne.

### Akadyjskie eposy o Gilgameszu
W okresie starobabilońskim (XVIII w. p.n.e.) sumeryjskie opowieści o Gilgameszu i jego przygodach przetworzono w jeden lub kilka poematów w języku akadyjskim (tzw. wersja starobabilońska Eposu o Gilgameszu, zachowana niestety jedynie we fragmentach). Najpełniejsza znana nam akadyjska wersja Eposu o Gilgameszu – tzw. wersja standardowa – skompilowana została kilkaset lat później, najprawdopodobniej w okresie środkowobabilońskim (XIII w. p.n.e.). Utwór ten – spisany na dwunastu tabliczkach – odkryto po raz pierwszy wśród tekstów pochodzących z biblioteki pałacowej króla asyryjskiego Aszurbanipala w Niniwie. Spotykamy w nim wątki znane już nam z sumeryjskich eposów o Gilgameszu. Na tabliczkach III-V opisana zostaje – stanowiąca główny wątek sumeryjskiego eposu Gilgamesz i Huwawa – wyprawa Gilgamesza i Enkidu (będącego tu przyjacielem i towarzyszem Gilgamesza, a nie – jak w eposach sumeryjskich – jego sługą) do odległego Lasu Cedrowego, strzeżonego przez przerażającego Humbabę (akadyjska wersja imienia Huwawa). Opis potyczki w wersji akadyjskiej nie zachował się, ale jest prawdopodobne, że Humbaba został pokonany i zabity. Na tabliczce VI znajduje się – znany nam z sumeryjskiego eposu Gilgamesz i Byk Niebiański – wątek, w którym Isztar (akadyjskie imię Inanny), bogini miasta Uruk, proponuje Gilgameszowi małżeństwo, ale ten – pomny losu jej poprzednich kochanków – odrzuca jej zaloty i z pomocą Enkidu zabija budzącego przerażenie Byka Niebiańskiego, którego mściwa bogini zesłała przeciwko niemu. Nowymi wątkami pojawiającymi się w wersji akadyjskiej są: stworzenie Enkidu przez bogów jako przeciwnika dla Gilgamesza (tabliczka I), spotkanie Gilgamesza z Enkidu (tabliczka II), śmierć Enkidu (tabliczka VII), jego uroczysty pogrzeb (tabliczka VIII) oraz wyprawa Gilgamesza do ocalonego z potopu Ut-napisztima w celu poznania tajemnicy nieśmiertelności (tabliczki IX-XI). Tabliczka XII nie stanowi części eposu, ale jest dodatkiem będącym w dużej mierze akadyjską wersją sumeryjskiego eposu Gilgamesz, Enkidu i świat podziemny.

## Postać Gilgamesza w źródłach innych niż klinowe
Najpóźniejszy znaleziony do tej pory fragment Eposu o Gilgameszu datowany jest na I w. p.n.e. Wraz z wyjściem pisma klinowego z użycia Epos ten popadł na niemal dwa tysiące lat w zapomnienie, a postać samego Gilgamesza wzmiankowana jest bardzo rzadko w późniejszych źródłach.
Pierwsza możliwa wzmianka o Gilgameszu znajduje się w datowanej na I w. p.n.e. aramejskiej Księdze Gigantów odkrytej pośród zwojów z Qumran. Wymienionych jest w niej dwóch gigantów o imionach glgmys/š i hwbbš. Zdaniem niektórych badaczy chodzi tu o Gilgamesza i Humbabę.
W pochodzącym z II w. n.e. dziele antycznego autora Aeliana „O naturze zwierząt” (De Natura Animalium) występuje identyfikowany z Gilgameszem władca o imieniu Gilgamos. W jednej ze znajdujących się w tym dziele opowieści „król Babilończyków Seuechoros” zostaje ostrzeżony przez swoich magów, iż syn zrodzony przez jego córkę przywłaszczy sobie jego tron. Gdy córka zachodzi w ciążę i rodzi syna, zostaje on jej odebrany i zrzucony w przepaść ze szczytu wzgórza. Spadające dziecko ratuje przelatujący orzeł, który zabiera je do ogrodu. Tam odnajduje je stróż, który postanawia je wychować. Dziecko to, które potem stało się królem, nazwano Gilgamosem.
Ostatnia możliwa wzmianka o Gilgameszu pochodzi z jednego z pism żyjącego w VII w. n.e. egzegety Theodora Bar Qoni, który w swej liście władców mających żyć przed potopem wymienia króla o imieniu Ganmagos.

## W kulturze popularnej
- W grze Final Fantasy V jednymi z głównych przeciwników są Gilgamesh i Enkidu, ponadto Gilgamesh pojawia się jeszcze w kilku innych częściach Final Fantasy.
- Gilgamesz to również nazwa broni białej w grze Devil May Cry 4.
- Gilgamesh (jap. ギルガメッシュ, Girugamesshu) to jeden z antagonistów występujących w grze Fate/stay night stworzonej przez TYPE-MOON, powieści Fate/Zero będącej prequelem Fate/stay night oraz w ich adaptacjach anime.
- Zbigniew Herbert wspomina go w wierszu Przesłanie Pana Cogito z tomu Pan Cogito z 1974 roku.
- Japoński zespół muzyczny przybrał nazwę Girugamesh na cześć władcy Uruk.
- W powieści Kontakt Carla Sagana występuje jako nazwa gry telewizyjnej („Galaktyczny Gilgamesz”) oraz jako nazwa niewielkiego pojazdu kosmicznego Salomona Haddena. Bohaterka powieści obserwuje też pochód ku jego czci „w Babilonie”[24].
- Marta Pycior napisała adaptację prozatorską Eposu o Gilgameszu: „Gilgamesz”, wyd. Nowy Świat 2015.
- Gilgamesz przewodzi cywilizacji sumeryjskiej w grach Civilization IV Beyond the Sword i Civilization VI.
- legenda o Gilgameszu stanowiła inspirację do powstania utworu The Edge Of The World brytyjskiego zespołu powermetalowego DragonForce[25].
- Grecki blackmetalowy zespół muzyczny Rotting Christ na swojej płycie z 2013 roku „Kata ton demona eaftu” umieścił utwór „Gilgameš” w całości poświęcony legendarnemu królowi.
- Gilgamesz (ギルガメッシュ Girugamesshu) to jeden z bohaterów występujących w mandze Makai Ouji: Devils and Realist. Opisany jest jako jeden z najsilniejszych demonów, który nie angażuje się w sprawy piekieł. Pierwszy raz ukazał się w rozdziale 63.